# ラティーノ・ワールド・オーダー
ラティーノ・ワールド・オーダー（Latino World Order、通称「LWo」）は、かつてWCWに登場した、メキシコ系プロレスラーのユニット。ユニット名は、1996年にWCW登場したプロレスラーのユニットnWoからもじっている。LWoのLは大文字だが文字の大きさは小文字程度に小さく表記される。

## 来歴
活動時期は1998年から1999年。リーダーはエディ・ゲレロ。結成当時エディは実生活においてエリック・ビショフとトラブルを起こしていたが、これがWCWのストーリーラインにも乗り、その流れの中でLWoが登場した。
LWoの活動終焉は唐突で、1999年にエディが交通事故を起こして欠場することになると、リーダーを突如失ったことによりストーリーも打ち切られ、結果LWoも消滅することとなった。
2023年、WWEにてレイ・ミステリオらにより復活。ミステリオの息子であるドミニク・ミステリオが所属するジャッジメント・デイとの抗争に突入する。

## メンバー
- エディ・ゲレロ
- シコシス（初代）
- フベントゥ・ゲレーラ
- ラ・パルカ
- レイ・ミステリオ
- チャボ・ゲレロ・ジュニア（エディはチャボの加入をストーリー上、認めていなかった）

## WWE版メンバー
- レイ・ミステリオ
- ホアキン・ワイルド
- クルス・デル・トロ（英語版）
- ゼリーナ・ベガ（英語版）
- ドラゴン・リー（2代目）